# Олександрівка (Білогірський район)
Олекса́ндрівка (до 1945 року — Отарко́й, крим. Otarköy, рос. Александровка) — село в Україні, у Білогірському районі Автономної Республіки Крим. Підпорядковане Зеленогірській сільській раді.